# Mali Irguiz
El Mali Irguiz - (rus) Малый Иргиз - és un riu del sud-est de Rússia. Passa per les óblasts de Samara i Saràtov. És un afluent per l'esquerra del volga.
Té una llargària de 235 km i una conca de 3.900 km², amb un cabal mitjà de 6.4 m³/s. El Mali Irguiz neix prop de la frontera meridional de l'óblast de Samara. Uns 5 km més avall del seu naixement entra a l'óblast de Saràtov. Aquí el riu torça cap al sud fins a rebre les aigües del Txérnaia, moment en què pren direcció oest cap a l'estepa semiàrida. El riu desemboca en una badia de l'embassament de Saràtov.
El riu, de règim sobretot nival, roman glaçat de novembre a abril. El seu període de crescudes és a la primavera. El riu roman sec fins a 305 dies en grans parts del seu recorregut.